# Bonte wormsalamander
De bonte wormsalamander (Schistometopum thomense) is een wormsalamander (Gymnophiona) uit de familie Dermophiidae. De soort werd voor het eerst wetenschappelijk beschreven door José Vicente Barboza du Bocage in 1873. Oorspronkelijk werd de wetenschappelijke naam Siphonops thomensis gebruikt.

## Uiterlijke kenmerken
Het dier wordt ongeveer 30 centimeter lang en heeft een diameter van ruim een centimeter. Zoals alle wormsalamanders heeft ook deze soort geen poten. Zijn leven speelt zich grotendeels ondergronds af. Hij heeft een kleverige tong, waarmee hij zijn prooien, waaronder kleine insectenen en wormen, makkelijker kan vangen. De vrouwtjes worden inwendig bevrucht. Ze zijn eierlevendbarend, wat inhoudt dat de eitjes zich in het lichaam van het vrouwtje ontwikkelen.
Mogelijk zijn er vier genetisch verschillende populaties te onderscheiden.

## Verspreiding en habitat
Het is een van de twee soorten uit het geslacht Schistometopum. De soort is endemisch in het Afrikaanse land Sao Tomé en Principe dat ten westen van Gabon in de oceaan ligt. De wormsalamander komt alleen voor op het grotere eiland Sao Tomé en het zeer kleine Ilhéu das Rolas. Op het hoofdeiland Sao Tomé ontbreekt het dier in het drogere noordelijke deel en op bergtoppen boven de 1400 meter. Lokaal wordt het dier 'cobra bobo' genoemd.
Opvallend is dat de nauwste verwant, Schistometopum gregorii, alleen maar in Oost-Afrika voorkomt.

## Relatie tot de mens
Hoewel de wormsalamander totaal ongevaarlijk is, wordt de soort door de Santomezen gevreesd.